# Apriona paucigranula
Apriona paucigranula är en skalbaggsart som beskrevs av Thomson 1878. Apriona paucigranula ingår i släktet Apriona och familjen långhorningar.
Artens utbredningsområde är Burma. Inga underarter finns listade i Catalogue of Life.